# Iwan Krypjakewytsch

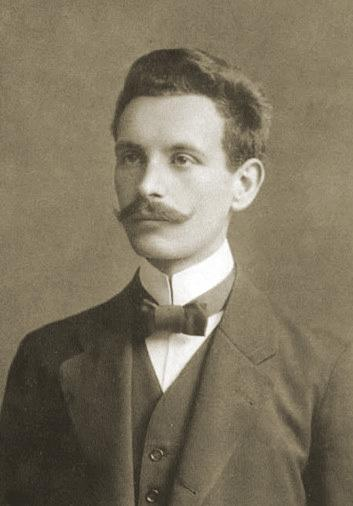
Iwan Krypjakewytsch vor 1913

Iwan Petrowytsch Krypjakewytsch (ukrainisch Іван Петрович Крип'якевич; wiss. Transliteration Ivan Petrovyč Kryp’jakevyč; * 25. Juni 1886 in Lemberg, Österreich-Ungarn; † 21. April 1967 in Lwiw, Ukrainische Sozialistische Sowjetrepublik) war ein ukrainischer Historiker. Wie bei Westukrainern üblich, verwendete er seinen Namen ohne Patronym.

## Biographie
Iwan Krypjakewytsch wurde 1886 als ältester Sohn des griechisch-katholischen Priesters und Fachmanns für byzantinische Hymnologie Petro-Franz Krypjakewytsch und seiner Ehefrau in der damaligen Hauptstadt des österreichischen Königreichs von Galizien und Lodomerien Lemberg geboren. Nach Beendigung der Schulzeit an einem der damals vier polnischen Gymnasien studierte er an der philosophischen Fakultät der Universität Lemberg Geschichte, insbesondere bei Mychajlo Hruschewskyj, dem er alsbald bei den Bänden 2 und 3 seiner „Geschichte der Ukraine“ assistierte. Im Anschluss an sein Studium promovierte er 1911 bei diesem in Geschichte mit der Dissertation „Die Kosaken und die Privilegien Báthorys“. Hierauf wirkte er als Geschichtslehrer an den polnischen Gymnasien in Rohatyn, Wągrowiec, Schowkwa und vor allem am Akademischen Gymnasium in Lemberg. 
Nachdem der junge Krypjakewytsch bei seinem Vater die ukrainische Sprache und bei Mychajlo Hruschewskyj die ukrainische Geschichte kennengelernt hatte, wurde ihm die Formung der ukrainischen Identität zum lebenslangen bildungspolitischen und beruflichen Thema. 
Stationen seines politischen Lebensweges war eine kurzzeitige Verhaftung und Anklage nach Teilnahme an Studentenprotesten am 23. Dezember 1907, in denen es in dem polnisch geprägten Lemberg um die Bildung einer ukrainischen Universität ging, später 1914 Mitgliedschaft in der Vereinigung für die Befreiung der Ukraine, in den 1930er Jahren in der Ukrainischen nationaldemokratischen Vereinigung und Engagement als Abgeordneter des Gebiets Lemberg und schließlich der – von ihm abgelehnte – Vorschlag seitens Jaroslaw Stezko, 1941 Bildungsminister der von der OUN-B ausgerufenen unabhängigen Ukraine zu werden.
Prägender waren die wissenschaftlichen und pädagogisch-popularisierenden Tätigkeiten Krypjakewytschs. Bereits 20-jährig veröffentlichte er 1905 seinen ersten Aufsatz in den Abhandlungen der Wissenschaftlichen Schewtschenko-Gesellschaft, deren Bibliothekar er von 1910 bis 1912 und Mitglied ab 1911 wurde. Später von 1924 bis 1939 wirkte er als Redakteur ihrer Abhandlungen, nachdem er 1920 Sekretär der historisch-philosophischen Kommission der Gesellschaft geworden war. Zu seinen frühen volkspädagogischen Aktivitäten gehört sein Eintritt in die Proswita 1908, für die er bis zum Zweiten Weltkrieg immer wieder allgemeinverständliche Aufsätze und Darstellungen verfasste. Die politischen Wechsel ab 1914 führten zu seiner Tätigkeit zunächst im Büro der Kulturhilfe für Cholmland und Wolhynien – sein Vater stammte aus Wolhynien – 1918 bis 1919 zu einer kurzzeitigen Privatdozentur für Geschichte an der Universität in Kamjanez-Podilskyj, anschließend 1921 bis 1923 zur Lehrtätigkeit an der Ukrainischen (geheimen) Universität Lemberg und schließlich 1934 bis 1939 an der 1929 gegründeten Lemberger Theologischen Akademie. Ende der 1920er Jahre nahm er an Konferenzen und wissenschaftlichen Begegnungen in Prag, Warschau und Kiew teil. Insbesondere sein Treffen mit seinem nun in Kiew wirkenden Lehrer Mychajlo Hruschewskyj, der dabei mithalf, die Ukrainische Sozialistische Sowjetrepublik mit aufzubauen, mag ihm später seinen Lebensweg nach dem Zweiten Weltkrieg erleichtert haben. Im September 1939 wurde Krypjakewytsch Professor am Lehrstuhl für Ukrainische Geschichte in Lemberg, 1940 in der Zeit der sowjetischen Okkupation Leiter der Lemberger Sektion des Instituts für Geschichte der Akademie der Wissenschaften der Ukraine. 1941 wurde er ohne eine eigene Habilitationsschrift vorgelegt zu haben zum Professor ernannt. 1942 endeten mit der deutschen Okkupation diese beiden letzteren Tätigkeiten und er wirkte bis zur Wiederkehr der Sowjetmacht im Ukrainischen Verlag in Lemberg. 1944 konnte er zunächst seine Lehrtätigkeit wieder aufnehmen, wurde 1946 aber mit Auflösung der Lemberger Filiale der Akademie der Wissenschaften hier entlassen und nach Kiew versetzt. Hier war er zwei Jahre wissenschaftlicher Mitarbeiter am Institut für Geschichte der Akademie der Wissenschaften der Ukraine und Leiter der Abteilung für alte Drucke der Staatlichen Öffentlichen Bibliothek der Akademie. 1948 kehrte er wieder nach Lemberg zurück, wo er eine Stelle am Museum für Ethnologie erhielt. 1951 schließlich konnte er seine Lehrtätigkeit an der Universität wieder aufnehmen, 1953 wurde er Direktor des Instituts für Sozialwissenschaften der Lemberger Filiale der Akademie der Wissenschaften der Ukraine, das er bis 1962 leitete und welches die Ukrainer 1993 nach ihm „Iwan-Krypjakewytsch-Institut für Ukrainische Studien der Akademie der Wissenschaften“ umbenannten. Kurz vor seinem Ruhestand wurde Iwan Krypjakewytsch zum „Verdienten Wissenschaftler der Ukraine“ ernannt.
80-jährig starb Iwan Krypjakewytsch am 21. April 1967 in Lemberg und wurde auf dem Lemberger Lytschakiwski-Friedhof beigesetzt. Er war mit Maria, geb. Sydorowytsch, verheiratet und hatte mit ihr zwei Söhne, die ausgewiesene Naturwissenschaftler geworden waren, Petro-Bohdan, einen Kristallchemiker, und Roman, einen Physiker.
Im April 2017 wurde die Einrichtung eines Iwan-Krypjakewytsch-Museums in zwei Räumen der Lemberger Stefanyk-Bibliothek bekanntgegeben.

## Werk
Das Werk Krypjakewytschs umfasst zahlreiche Veröffentlichungen unter anderem zur Archäologie, Numismatik, Geographie und Kulturgeschichte. Seine ersten Arbeiten galten der lokalen sozioökonomischen und kulturellen Geschichte von Lemberg und Galizien des 16. und 17. Jahrhunderts. Den Spuren Hruschewskyjs folgend, an dessen Geschichte der Ukraine er für diese Zeit mitwirkte, und sein Dissertationsthema aufgreifend weitete er bald seinen Blick aus und erforschte die Anfänge ukrainischer Staatsbildung in der Zentralukraine zur Zeit der Kosaken, Hetmane und insbesondere des Hetman Bohdan Chmelnyzkyj. Seinen Stil formte er immer wieder durch allgemeinverständliche Schul- und Handbuch-Darstellungen. Zu großen Erfolgen wurden seine 1954 erschienene, damals teilweise politisch zensierte Biographie Bohdan Chmelnyzkyjs, die 1990 unzensiert neu verlegt wurde und die zunächst 1949 unter dem Pseudonym Iwan Cholmskyj in der ukrainischen Diaspora New Yorks und Münchens gedruckte Geschichte der Ukraine, die 1990 in einer großen Auflage von 200.000 Exemplaren nachgedruckt wurde. Durch seine umfassende redaktionelle Tätigkeit, zu der ab 1957 die des wissenschaftlichen „Ukraïns’kyj istoryčnyj žurnal’“ [Ukrainische historische Zeitschrift] und die Mitarbeit an der „Ukraïns’ka radjans’ja encyklopedija“ Ukrainischen Sowjetischen Enzyklopädie ab 1959 hinzukamen, prägte Iwan Krypjakewytsch seine Historiker-Kollegen und Schüler. So regte er Iwan Butyč und Petro Tronko in Kiew zu dem vielbändigen umfangreichen, nach den Oblasten eingeteilten historisch-geographischen enzyklopädischen Nachschlagewerk „Istorija mist’ i sil’ Ukraïns’koï SSSR“ [Geschichte der Städte und Dörfer der Ukrainischen Sozialistischen Sowjetrepublik] an, für das auch seine Aufzeichnungen nutzbar wurden. Beide Enzyklopädien erschienen zunächst auf Ukrainisch, anschließend verbessert auf Russisch, was zu einer stärkeren Verwendung der russischen Ausgaben führte.
Zu den zahlreichen Schülern Iwan Krypjakewytschs zählen unter anderen Jaroslaw Daschkewytsch, Jaroslaw Isajewytsch und Fedosij Steblij.

## Mitgliedschaften
- Akademie der Wissenschaften der Ukraine (1958)
- Nationale Schewtschenko-Gesellschaft (1911)[1], ab 1934 bis 1939 als Leiter ihrer historisch-philosophischen Sektion

## Ehrungen
- Verdienter Wissenschaftler der Ukrainischen Sowjetrepublik (1961)

## Werke

### Selbständige Veröffentlichungen (Auswahl)
- [Die Kosaken und die Privilegien Báthorys]. L’viv 1908 (Džerela do istoriï Ukraïny-Rusy; 8).
- [Kurze Geschichte der Ukraine für Grundschulen und die ersten Gymnasialklassen]. L’viv 1918.
- [Kurze Geschichte der Ukraine]. L’viv 1921; 1924; 1941; 1990. Kyïv 1993.
- [Geschichte der Kosakenherrschaft für Volk und Jugend]. L’viv 1922; 1929;
- [Große Geschichte der Ukraine]. L’viv 1935. L’viv-Winnipeg 1948; Kyïv 1993.
- [Geschichte der ukrainischen Streitkräfte]. L’viv 1936; Winnipeg 1953; L’viv 1992.
- [Geschichte der ukrainischen Kultur]. L’viv 1937. Kyïv 1993; 1994.
- (unter dem Pseudonym Ivan Cholms’kyj),[Geschichte der Ukraine]. New York-München 1949; L’viv 1990 (mit biographischer Einführung von Jaroslaw Daschkewytsch).
- [Bohdan Chmelnyzkyj]. Kyïv 1954 (zensiert); L’viv 1990 (unzensiert, mit biographischer Einführung von Jaroslaw Isajewytsch).
- [Die Regentschaft von Galizien-Wolhynien]. Kyïv 1984; L’viv 1999.

### Aufsatz
- (Auszug) Das alte Lwiw, in: Alois Woldan (Hg.), Europa erlesen. Lemberg. Klagenfurt 2008, S. 21–24.

### Herausgeberschaft
- gemeinsam mit Ivan Butyč, [Dokumente Bohdan Chmelnyzkyjs, 1648–1657]. Kyïv 1961.

## Bibliographie

### Nachlass und Archiv
Der Nachlass Ivan Kryjakewytschs befindet sich im Zentralen Historischen Staatsarchiv der Ukraine Filiale Lwiw und in der Lemberger Stefanyk-Nationalbibliothek. Erschlossen wird er durch das Inventarverzeichnis:
- Archiv Ivana Kryp’jakevyča: Inventarnyj opys. Kyïv-L’viv 2005.

### Gedenkschrift
- Ivan Kryp’jakevyč u rodynij tradyciï, nauci, suspil’stvi. L’viv 2001 (Ukraïna: Kul’turna spadšyna, nacional’na svidomist’, deržavnist’, 9).

### Bibliographie
- O.D. Kizlyk, Kryp’jakevyč Ivan Petrovyč: Korotkyj biobibliohrafyčnyj pokažčyk. L’viv 1958.